# Холи (Орегон)
Холи (енгл. Holley) насељено је место без административног статуса у америчкој савезној држави Орегон.

## Демографија
По попису из 2010. године број становника је 378.
| Група             | 2000.    | 2010.       |
| Белци             | 0 (0,0%) | 351 (92,9%) |
| Афроамериканци    | 0 (0,0%) | 1 (0,3%)    |
| Азијати           | 0 (0,0%) | 0 (0,0%)    |
| Хиспаноамериканци | 0 (0,0%) | 12 (3,2%)   |
| Укупно            | 0        | 378         |